# Historia spółdzielczości na ziemiach polskich
Historia spółdzielczości na ziemiach polskich

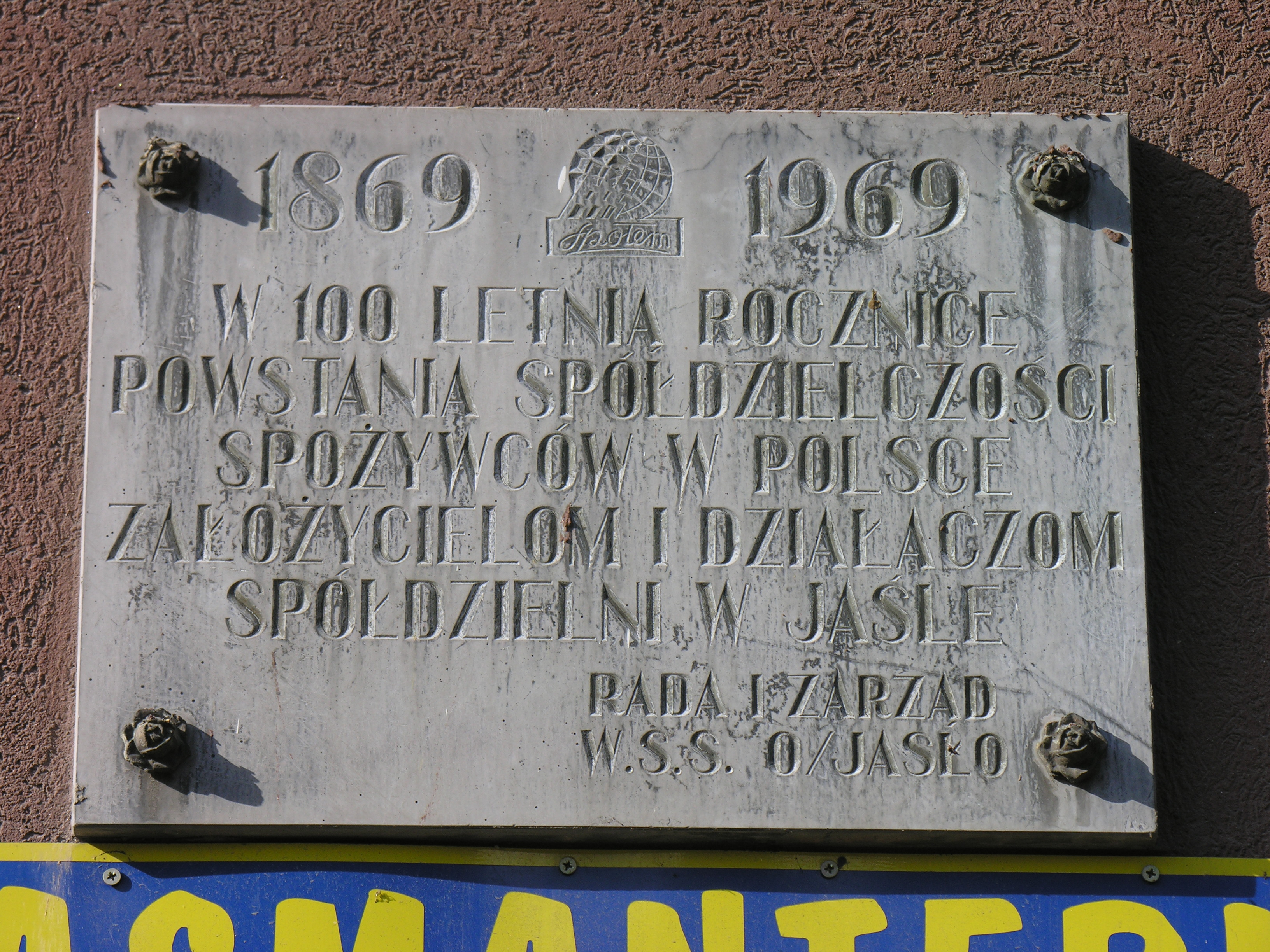
Tablica pamiątkowa w Jaśle, w 100-lecie powstania spółdzielczości spożywców w Polsce

Spółdzielczość powstała na ziemiach polskich, podobnie jak w całej Europie, począwszy od połowy XIX wieku. Jej rozwój odbywał się w warunkach gospodarki rynkowej, w ramach systemów prawnych obowiązujących w poszczególnych zaborach. Warunki ekonomiczne, społeczne i prawne w poszczególnych zaborach były różne, a więc powstanie i rozwój spółdzielni przebiegały w każdym z nich inaczej.
Czas I wojny światowej niekorzystnie odbił się na spółdzielczości, majątek wielu spółdzielni uległ zniszczeniu, wkłady oszczędnościowe ulokowane w bankach zaborców przepadły. Jednak spółdzielczość dysponowała już wypracowanymi wzorcami organizacyjnymi, doświadczoną kadrą i pewnym majątkiem, co pozwoliło na szybki jej rozwój.
Po odzyskaniu przez Polskę niepodległości w 1918 r. nadal współistniały ze sobą trzy podstawowe modele spółdzielcze z okresu zaborów i rozwijały się wszystkie dotychczasowe branże spółdzielcze.
W okresie międzywojennym rozwój spółdzielczości przebiegał pomyślnie. Do pomyślnego rozwoju przyczynił się fakt uchwalenia w 1920 roku przez Sejm RP pierwszej polskiej ustawy o spółdzielniach. Spółdzielczość stanowiła zauważalny element w dziedzinie rynku rolnego, zaopatrzenia, drobnego kredytu. Organizowane też były spółdzielnie pracy, mieszkaniowe, a także zdrowia.
W okresie międzywojennym dobrze rozwijały się także spółdzielnie wiejskie, w szczególności pod koniec okresu międzywojennego, kiedy liczebność spółdzielni wiejskich przewyższała spółdzielnie miejskie. W drugiej połowie lat trzydziestych XX wieku do spółdzielni spożywców należało 120 tysięcy rolników, zrzeszonych w 1340 kooperatywach, czyli 43% wszystkich członków związkowej spółdzielczości spożywców w Polsce stanowili rolnicy. Zasięg ruchu polskich spółdzielni spożywców ograniczał się przede wszystkim do Polski centralnej i wschodniej, w mniejszym stopniu do Małopolski (tam dominowały ukraińskie spółdzielnie spożywców i rolno-spożywcze). Z kolei na zachodzie kraju prym wiodła tradycja kółek rolniczych, zakładanych jeszcze pod koniec XIX wieku w ramach tzw. wielkopolskiego systemu spółdzielczego tworzonego przez mieszczaństwo i zamożniejszych chłopów.
Na wsi istniała duża różnorodność obszarów spółdzielczego działania. Obok spółdzielni zaopatrzenia i zbytu, mleczarskich i kredytowych, funkcjonowały spółdzielnie skupu i zbytu bydła i trzody chlewnej, jajczarskie i drobiarskie, rybaków-rolników, sprzedaży narzędzi rolniczych, bazary przemysłu ludowego, pastwiskowe, leśników, oczyszczania zboża, maszynowe, rakarskie, zdrowia, przetwórnie różnego typu (gorzelnie, piekarnie, cukrownie, młyny, przetwórstwo mięsa, owoców, wikliny). Według niektórych badaczy (Bilewicz, 2019) wiejskie spółdzielnie spożywców w latach 1900–1939 były stosunkowo słabe ekonomicznie w porównaniu z innymi działami spółdzielczości wiejskiej, jednak odgrywały istotną rolę zarówno w kształtowaniu postaw patriotycznych w okresie walki o niepodległość, jak i budowaniu samoświadomości chłopów w niepodległym państwie. W okresie międzywojennym spółdzielnie spożywców wchodziły w coraz silniejszy związek z ruchem ludowym i miały znaczny wpływ na jego umacnianie. Znaczenie wiejskiej spółdzielczości spożywców zostało jednak zapomniane, głównie ze względu na powojenne przekształcenia, które doprowadziły do likwidacji tych placówek i tym samym – ruchu społecznego. Znaczenie wiejskiej spółdzielczości spożywców zostało jednak zapomniane, głównie ze względu na powojenne przekształcenia, które doprowadziły do likwidacji tych placówek i tym samym – ruchu społecznego.
Spółdzielnie te dla wzmocnienia swojej pozycji i lepszej realizacji celów, tworzyły szereg organizacji, by na początku 1935 roku zintegrować się i wspólnie z miejską spółdzielczością kredytową utworzyć jeden związek rewizyjny – Związek Spółdzielni Rolniczych i Zarobkowo-Gospodarczych. Naczelną organizacją całego ruchu spółdzielczego była Państwowa Rada Spółdzielcza, będąca szczególną spółdzielczo-państwową instytucją skupiającą zarówno reprezentantów ruchu, jak i przedstawicieli rządu.
W 1937 roku było ogółem 12 860 spółdzielni zrzeszających 3016 tys. członków, w tym było 3383 spółdzielni rolniczo-handlowych i spożywców, 1804 spółdzielni spożywców i 1408 spółdzielni mleczarskich.
Po II wojnie światowej ruch spółdzielczy w Polsce został objęty zachodzącymi przeobrażeniami politycznymi, społecznymi i gospodarczymi. W ramach systemu komunistycznego ruch spółdzielczy został użyty przez władze polityczne i administracyjne jako instrument kontroli rozmaitych społecznych i gospodarczych inicjatyw także na obszarach wiejskich i w rolnictwie. Traumatycznym doświadczeniem mieszkańców wsi związanym ze spółdzielczością, którego skutki można także obserwować do dzisiaj, był „eksperyment” związany z próbami przymusowej kolektywizacji rolnictwa. Idea ta powiązana została z nacjonalizacją przemysłu oraz poddaniem kontroli państwa wszelkich niezależnych inicjatyw społecznych, w tym także spółdzielczości. Meandryczna polityka w stosunku do ruchu spółdzielczego, polegająca między innymi na tworzeniu spółdzielni parcelacyjno-osadniczych czy Gminnych Spółdzielni „Samopomoc Chłopska”, likwidacji spółdzielni kredytowych, mleczarskich i ogrodniczych oraz ograniczanie funkcji spółdzielczości spowodowała, że na fali odwilży w roku 1956 rozwiązało się 85% ogólnej liczby spółdzielni, zarówno tych słabo funkcjonujących, jak i tych dobrze działających. Pod koniec lat sześćdziesiątych podmiotom spółdzielczym przywrócono wprawdzie status spółdzielczy, zachowując jednak centralny nadzór, co było sprzeczne z samą ideą spółdzielczości. Ważnym okresem był rok 1959 i zapoczątkowanie zespołowej mechanizacji indywidualnych gospodarstw rolnych w systemie kółek rolniczych, opartej na społecznych środkach tworzących Fundusz Rozwoju Rolnictwa, a następnie przyjęcie ustawy o spółdzielniach i ich związkach z 17 lutego 1961 r. Nie było to jednak jednoznaczne z dążeniem do odrodzenia przez ówczesne władze idei spółdzielczości, bowiem ruch ten w dalszym ciągu pozostawał pod silną kontrolą polityczną władz państwowych. W latach siedemdziesiątych XX wieku nastąpiła kolejna modyfikacja strategii polityki rolnej i postawy wobec ruchu spółdzielczego. Władze zdecydowały się na pewną liberalizację statutowych przepisów, w ramach których umożliwiono powstanie specjalistycznych spółdzielni o niewielkim stopniu uspołecznienia środków i procesów produkcji charakteryzujących się rozbudowanym, dyspozycyjnym aparatem biurokracji, oderwanym od korzeni i ideałów tego ruchu.
W okresie transformacji ustrojowo-gospodarczej i urynkowienia gospodarki udział spółdzielczości w obsłudze wsi i rolnictwa oraz w procesach produkcyjnych zmniejszył się. Jednym z powodów były trudności w dostosowaniu się do nowych warunków funkcjonowania na wolnym rynku, a także konkurencja ze strony przedsiębiorstw prywatnych czy zagranicznych.